# Galten Herred
Galten Herred var et herred der lå i det tidligere Randers Amt (senere Århus Amt). Det hed i  Kong Valdemars Jordebog Galtænhæreth og  hørte i middelalderen til Aabosyssel (i 1355 udgjorde sognene Ørum, Værum, Laurbjerg og Nielstrup „Brofjerding"), senere til Kalø Len og fra 1660 til Dronningborg Amt; fra 1794 hørte det til Havreballegård og Stjernholm Amter og indlemmedes først 1799 i Randers Amt.
Herredet grænser mod nord til Støvring Herred, mod nordøst og øst til Sønderhald Herred mod sydøst til Øster Lisbjerg Herred,  og omgives for øvrigt af Aarhus Amt (Vester Lisbjerg  og Sabro Herred) og Viborg Amt (Houlbjerg , Middelsom  og Sønderlyng Herreder), hvor den på en stor del
skilles ved Gudenå og dens tilløb Lilleå. 
Der har været amkring  235 jordfaste forhistoriske monumenter, men mange er sløjfede eller ødelagt.

## Sogne i Galten Herred
- Hadbjerg Sogn
- Halling Sogn
- Haslund Sogn
- Laurbjerg Sogn
- Lerbjerg Sogn
- Nørre Galten Sogn
- Rud Sogn
- Værum Sogn
- Vissing Sogn
- Voldum Sogn
- Vorup Sogn
- Ødum Sogn
- Ølst Sogn
- Ørum Sogn

## Eksterne kilder og henvisninger
- Galten Herred i J.P. Trap: Kongeriget Danmark, udarbejdet af H. Weitemeyer (3. udgave, 4. bind 1901)

56°22′30.49″N 10°1′20.2″Ø / 56.3751361°N 10.022278°Ø